# Primera División de balonmano 1961-62
La Primera División de balonmano 1961-62 fue la 4.ª edición de la máxima competición de balonmano de España. Se desarrolló en tres fases. La primera constaba de seis grupos, compuestos por equipos en diferentes sectores, clasificándose para la siguiente fase los primeros de cada una. La segunda fase, denominada fase de campeones de sector, constaba de dos grupos que disputaban sus partidos en formato de liga, enfrentados todos contra todos a doble vuelta. Los dos primeros de cada grupo se disputaron la final en una liga.

## Clasificación

### Fase de Sectores

#### Sector Centro
| N. | Equipo                  | PJ | PG | PE | PP | Pts. |
| 1  | Club Atlético de Madrid | 6  | 5  | 0  | 1  | 10   |
| 2  | Valencia C. F.          | 6  | 3  | 1  | 2  | 7    |
| 3  | Pizarro F.J. Elda       | 6  | 3  | 0  | 3  | 6    |
| 4  | Dakotas Madrid          | 6  | 0  | 1  | 5  | 1    |

#### Sector Este
| N. | Equipo                       | PJ | PG | PE | PP | GF  | GC | Pts. |
| 1  | C.B. San Quirico Tarrasa     | 6  | 6  | 0  | 0  | 111 | 74 | 12   |
| 2  | CD Obras del Puerto Alicante | 6  | 2  | 1  | 3  | 74  | 81 | 5    |
| 3  | G.A. Altos Hornos Sagunto    | 6  | 2  | 0  | 4  | 68  | 86 | 4    |
| 4  | C.F. Barcelona               | 6  | 1  | 1  | 4  | 87  | 99 | 3    |

#### Sector Nordeste
| N. | Equipo                | PJ | PG | PE | PP | Pts. |
| 1  | C.BM. Granollers      | 6  | 6  | 0  | 0  | 12   |
| 2  | G.E.E.G. Gerona       | 6  | 2  | 1  | 3  | 5    |
| 3  | Artilene Sabadell     | 6  | 2  | 0  | 4  | 4    |
| 4  | San Fernando Zaragoza | 6  | 1  | 1  | 4  | 3    |

#### Sector Norte
| N. | Equipo                 | PJ | PG | PE | PP | Pts. |
| 1  | Club Gaztelueta Lejona | 8  | 6  | 1  | 1  | 13   |
| 2  | Anoeta San Sebastián   | 8  | 6  | 0  | 2  | 12   |
| 3  | La Salle San Sebastián | 8  | 3  | 1  | 4  | 7    |
| 4  | Ademar Zaragoza        | 8  | 2  | 0  | 6  | 4    |
| 5  | Boscos Pamplona        | 8  | 2  | 0  | 6  | 4    |

#### Sector Sur
| N. | Equipo                      | PJ | PG | PE | PP | GF | GC | Pts. |
| 1  | E.F.P. Automovilismo Madrid | 6  | 4  | 0  | 0  | 63 | 29 | 8    |
| 2  | Club Atlético Cordobés      | 6  | 1  | 0  | 3  | 45 | 55 | 2    |
| 3  | G.E. Bressel Madrid         | 6  | 1  | 0  | 3  | 34 | 58 | 2    |

Balonmano Toledo retirado de competición

#### Sector Noroeste
| N. | Equipo                 | PJ | PG | PE | PP | Pts. |
| 1  | Marineda La Coruña     | 6  | 4  | 0  | 2  | 8    |
| 2  | Vulcano Vigo           | 6  | 3  | 0  | 3  | 6    |
| 3  | S.D. Teucro Pontevedra | 6  | 3  | 0  | 3  | 6    |
| 4  | Juventud Oviedo        | 6  | 2  | 0  | 4  | 4    |

### Fase de campeones de sector

#### Grupo A
| N. | Equipo                      | PJ | PG | PE | PP | GF | GC | Pts. |
| 1  | C.BM. Granollers            | 4  | 3  | 0  | 1  | 78 | 52 | 6    |
| 2  | E.F.P. Automovilismo Madrid | 4  | 2  | 0  | 2  | 72 | 68 | 4    |
| 3  | C.B. San Quirico Tarrasa    | 4  | 1  | 0  | 3  | 48 | 78 | 2    |

#### Grupo B
| N. | Equipo                  | PJ | PG | PE | PP | GF | GC | Pts. |
| 1  | Club Atlético de Madrid | 4  | 4  | 0  | 0  | 88 | 51 | 8    |
| 2  | Club Gaztelueta Lejona  | 4  | 2  | 0  | 2  | 56 | 60 | 4    |
| 3  | Marineda La Coruña      | 4  | 0  | 0  | 4  | 44 | 77 | 0    |

### Fase final
| N. | Equipo                      | PJ | PG | PE | PP | GF  | GC  | Pts. |
| 1  | Club Atlético de Madrid     | 6  | 6  | 0  | 0  | 112 | 59  | 12   |
| 2  | C.BM. Granollers            | 6  | 3  | 1  | 2  | 108 | 85  | 7    |
| 3  | Club Gaztelueta Lejona      | 6  | 1  | 1  | 4  | 74  | 99  | 3    |
| 4  | E.F.P. Automovilismo Madrid | 6  | 1  | 0  | 5  | 61  | 112 | 2    |